# ATB-Blätter
Die ATB-Blätter sind die Verbandszeitschrift des Akademischen Turnbunds (ATB), eines Korporationsverbands nichtfarbentragender akademischer Turnverbindungen an Universitäten und Hochschulen.

## Geschichte
Die Zeitschrift erscheint mit Stand Januar 2023 vierteljährlich. Sie hat seit der Erstausgabe 1.1887/88 als Nachrichtsblatt für den Akademischen Turnbund mehrfach den Namen gewechselt. Im Jahr 1935 musste die Zeitschrift unter dem damaligen Namen Akademische Turnbunds-Blätter ihr Erscheinen einstellen, ab 1949 erschien sie dann wieder, zunächst unter dem Titel An alle ATBer. Seit 1952 wird der aktuelle Name geführt.

## Inhalt
In der Zeitschrift werden u. a. Mitteilungen über Personen und Angelegenheiten des ATB veröffentlicht.

## Titelverlauf
| Name                                           | Erscheinungsverlauf                                   | Erscheinungsfrequenz |
| ---------------------------------------------- | ----------------------------------------------------- | -------------------- |
| Nachrichtsblatt für den Akademischen Turnbund  | 1.1887/88 - 8.1894/95                                 | unregelmäßig         |
| Akademische Turnbunds-Blätter                  | 9.1895/96 - 24.1911,9; 28.1915, März - 48.1935        | monatlich            |
| Burschen heraus. Akademische Turnbunds-Blätter | 24.1911, Okt. - 28.1915, Jan./Febr.                   | halbmonatlich        |
| An alle ATBer                                  | 1.1949 - 5.1951                                       | unregelmäßig         |
| ATB-Blätter                                    | 6.1952 - 15.1954; [16.]1955 - [27.]1956; seit 28.1957 | vierteljährlich      |